# Estaca (palo)

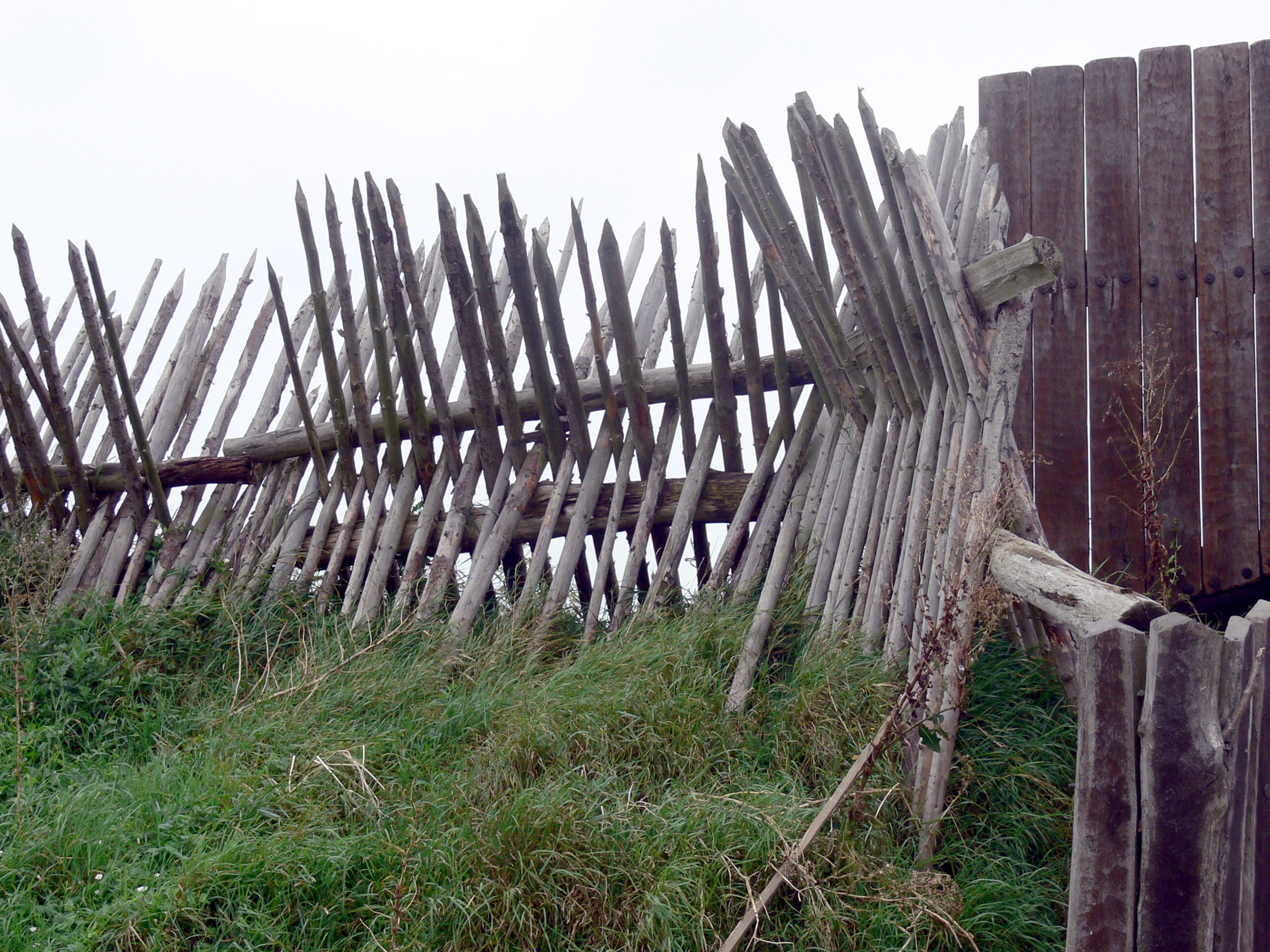
Empalizada formada de estacas

Una estaca es un objeto alargado, normalmente de madera, afilado en un extremo con el fin de clavarlo.
Se usa en el ámbito militar como palo fuerte, cuadrado y puntiagudo, de unos 3 metros poco más o menos, para fortificación para formar estacadas. 
Al clavarlas en tierra, se suelen disponer para que uno de sus ángulos o esquinas mire a la campaña, otro al interior del punto que so defiende y los otros dos sobre la línea. En los puentes militares, son las vigas que se meten en el agua, para que clavándose en el lecho del río, a fuerza de mazo, sirva de base para formar el pavimento.
El golpe que se da con una estaca se denomina «estacazo».

## Historia
Las estacas han tenido siempre uso en la milicia. En el ejército romano cada peón o soldado de infantería llevaba consigo tres estacas, que servían para formar los campos atrincherados. Los de la caballería goda, así como la celtíbera, tenían una estaca que clavaban en el suelo para asegurar en ella los caballos cuando la necesidad les obligaba a pelear desmontados auxiliando así a la infantería en los terrenos escabrosos y quebrados. Posteriormente, también se utilizaron para sostener las tiendas de campaña y otros usos diferentes.